# DDR-Reise
DDR-Reise ist ein vor der deutschen Wiedervereinigung entstandenes Brettspiel des Fürther Spieleverlages Klee, bei dem mit Spielfiguren Städte der DDR bereist werden.

## Das Spiel

### Spielmaterial
Das Spiel enthält:
- 1 Spielplan
- 1 Würfel (W6)
- 6 Spielfiguren
- 52 Ortskarten (grün)
- 52 Ereigniskarten (rot)

### Spielablauf
Der Spielplan zeigt eine Landkarte der DDR, auf der 52 Städte durch ein Wegenetz verbunden sind. Jeder Spieler bekommt fünf grüne Ortskarten. Diese legen die Orte fest, die er bereisen muss. Jeder Spieler hat einen Spielstein. Es wird der Reihe nach gewürfelt und die Spielsteine entsprechend gesetzt.
Hat man einen seiner Zielorte erreicht, wird eine rote Ereigniskarte gezogen. Auf dieser Karte ist der Ort angegeben, auf den der Spielstein nun gesetzt werden muss und von dem aus die Reise weitergeht. Auf manchen Ereigniskarten ist noch eine zusätzliche Bedingung gestellt, z. B. aussetzen. Jede Orts- oder Ereigniskarte enthält einen kurzen Text zu Sehenswürdigkeiten wie Kirchen, Statuen usw. für den Besucher schildert. Gewinner ist, wer als erster alle fünf Orte besucht hat und zum Startfeld zurückgekehrt ist.
Das Spielprinzip ist den seit 1962 im Ravensburger Spieleverlag erschienenen Spielen Deutschlandreise, Europareise und Weltreise angelehnt.